# Mycosphaerella gamsii
Mycosphaerella gamsii är en svampart som beskrevs av Crous 2006. Mycosphaerella gamsii ingår i släktet Mycosphaerella och familjen Mycosphaerellaceae.   Inga underarter finns listade i Catalogue of Life.